# Ravaszfalva
Ravaszfalva (Răuseni) település Romániában, Moldvában, Botoșani megyében.

## Leírása
A település nevét 1433-ban említette először oklevél.